# Chiesa dei Santi Vito, Modesto e Crescenzia (Noventa Vicentina)
La chiesa dei Santi Vito, Modesto e Crescenzia, detta anche duomo di Noventa Vicentina, è la parrocchiale di Noventa Vicentina, in provincia e diocesi di Vicenza; è sede del vicariato di Noventa Vicentina-Riviera Berica.
Conserva la pala raffigurante i Santi Rocco e Sebastiano opera di Giambattista Tiepolo.

## Storia
La primitiva chiesa di Noventa fu la pieve di Santa Maria, che, da quanto si legge nelle Rationes decimarum risalenti al periodo tra il 1297 e il 1303, aveva come filiali le chiese di San Martino Vescovo di Asigliano Veneto, di Santa Maria di Pojana Maggiore, di San Michele Arcangelo di Agugliaro, di San Pietro Apostolo di Campiglia dei Berici e di Fogiascheda.

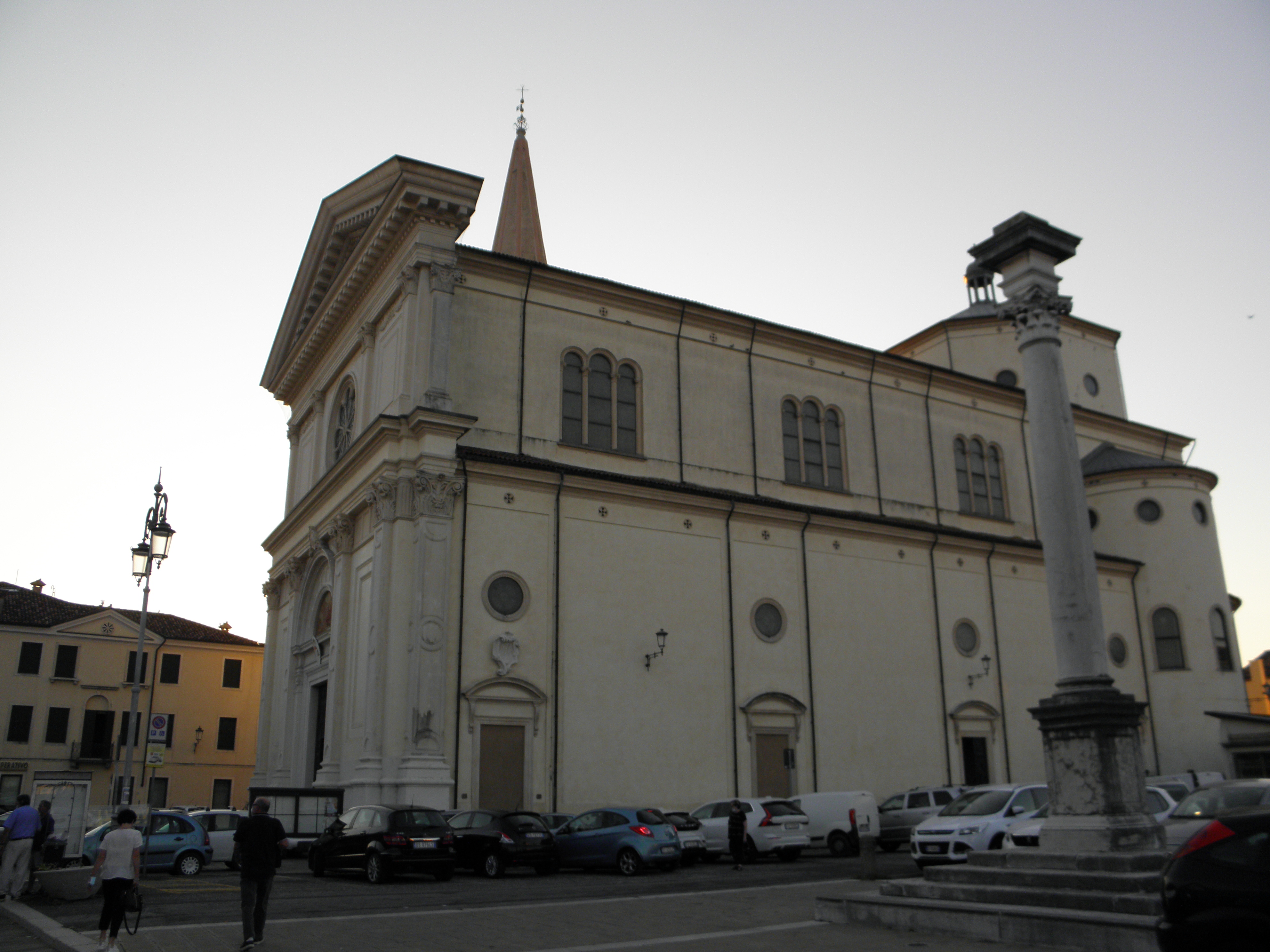
La chiesa vista di lato

Successivamente sorse una nuova chiesa dedicata ai santi Vito, Modesto e Crescenzia, che, fulcro di una comunità di monaci benedettini, fu eretta a parrocchiale nel XIV secolo e riedificata in stile gotico nel Quattrocento.

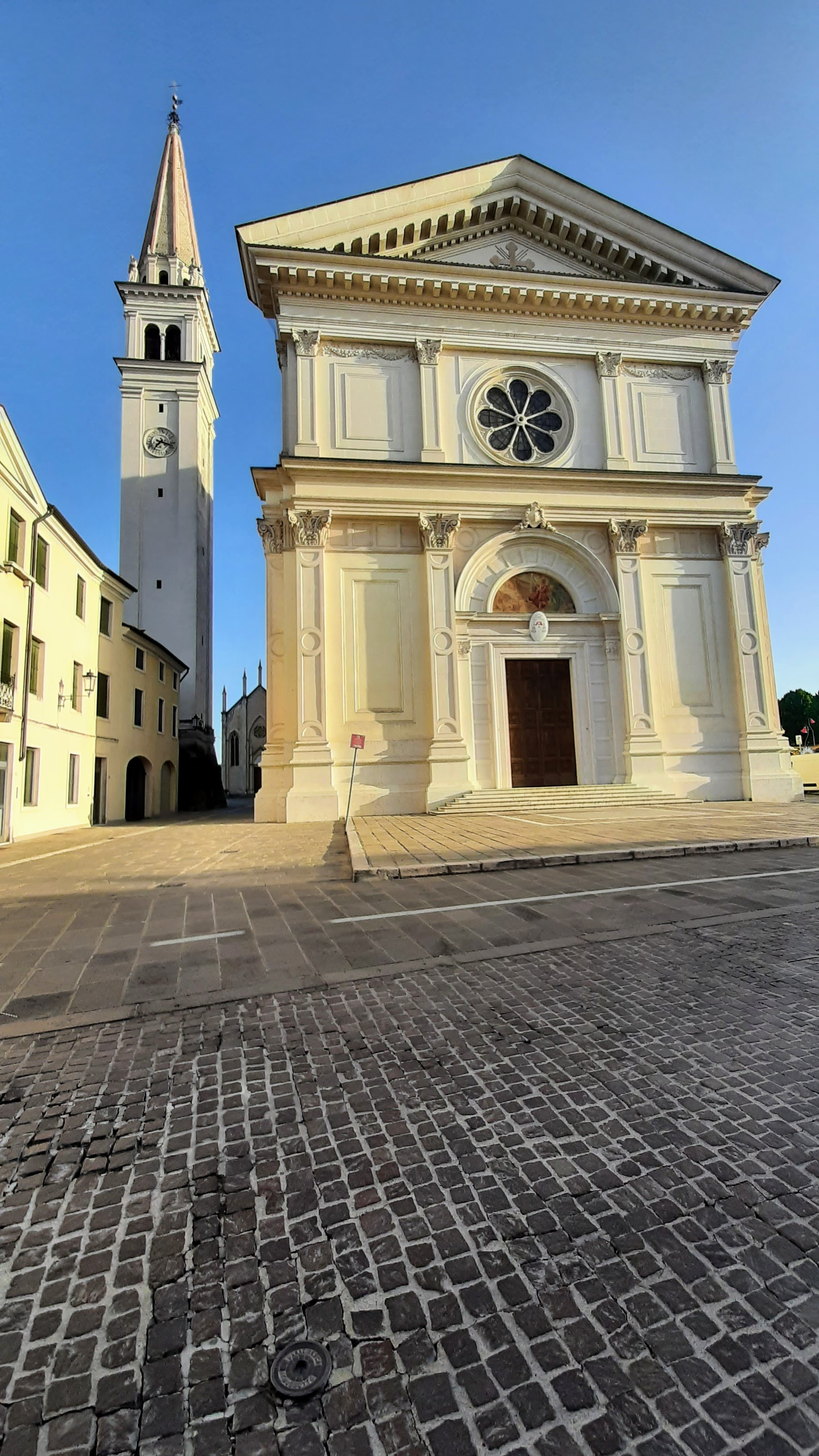
La chiesa e il campanile

Nel 1644 venne costruita la nuova chiesa, dato che quella precedente - come testimoniato dall'allora parroco don Stefano Negri - non era più sufficiente a soddisfare le esigenze della popolazione; nel 1696 fu eretto il campanile.
Nel 1886 iniziarono per interessamento di don Rocco Rocchi i lavori di ampliamento della parrocchiale, i quali, ultimati nel 1912, comportarono l'ingrandimento presbiterio, l'allungamento della navata e la realizzazione della nuova facciata.

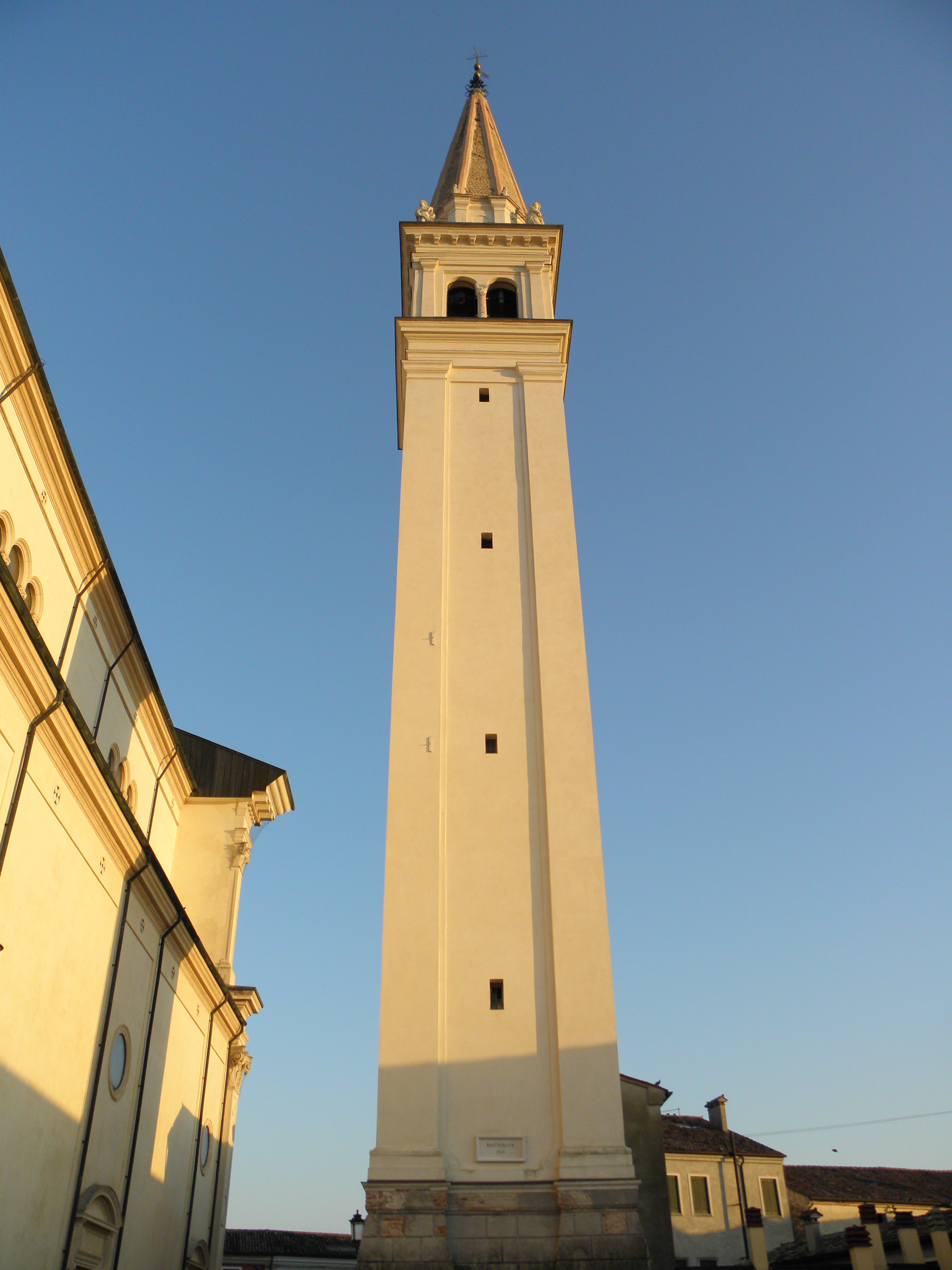
Il campanile

Nel 1924 il campanile fu oggetto di un restauro e nel 1925 fu dotato di tre nuove campane fuse a Vittorio Veneto; tra il 1925 e il 1927 vennero realizzate le sei cappelle laterali e nel 1933 fu rifatto il soffitto.
Nel 1964 fu ultimato il culmine della facciata; tra il 2005 e il 2006 la chiesa e il campanile vennero restaurati.

## Descrizione

### Esterno

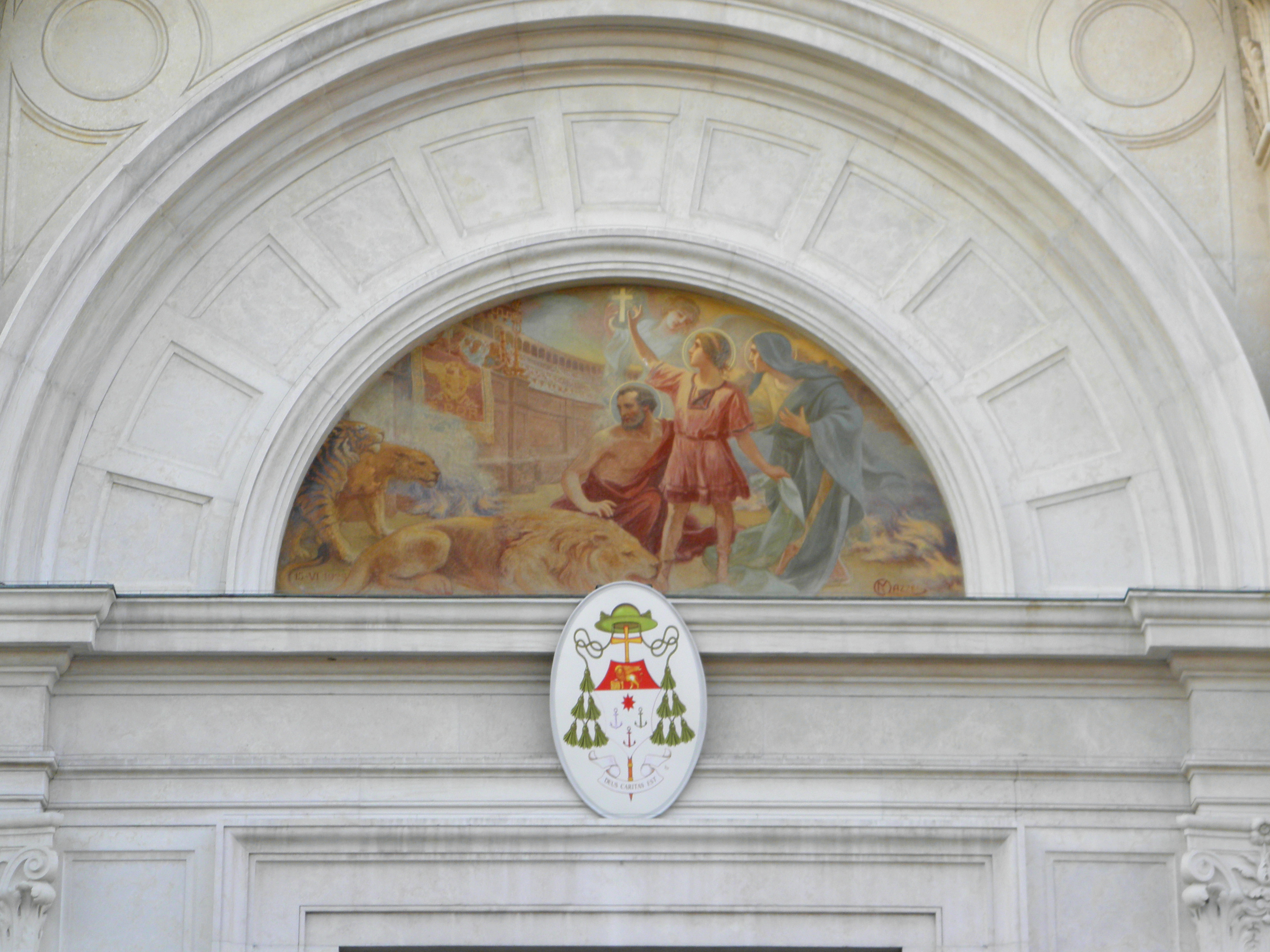
La lunetta che sovrasta il portale

La facciata della chiesa, spartita in due registri da una cornice marcapiano, è a capanna; l'ordine inferiore è tripartito da quattro lesene in stile corinzio ed è caratterizzato al centro dal portale d'ingresso sovrastato da una lunetta e ai lati da specchiature, mentre quello superiore, scandito anch'esso da lesene, presenta al centro il rosone e lateralmente pure dei festoni marmorei sopra le specchiature. 

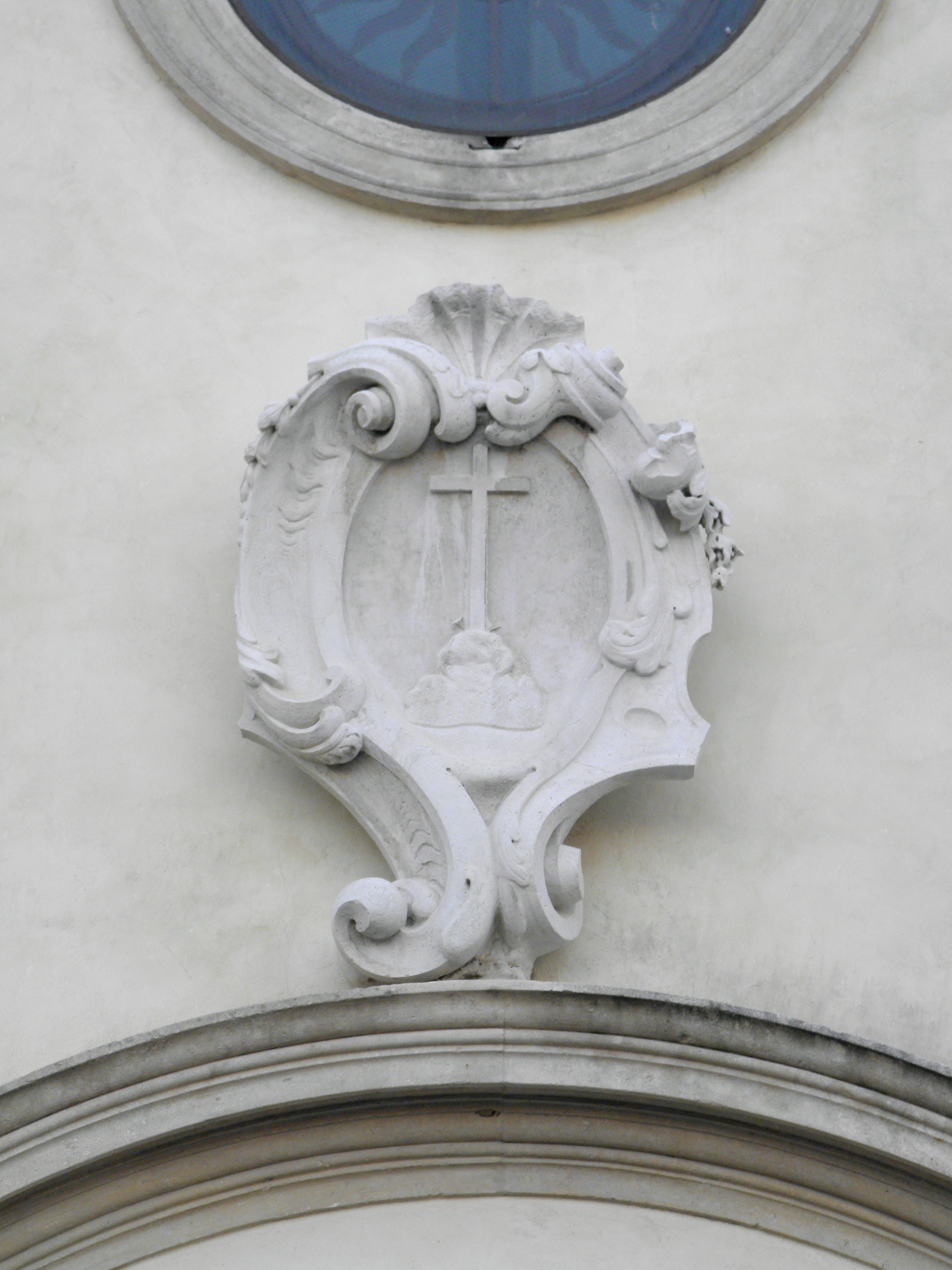
Particolare della facciata

A coronare il tutto è il timpano di forma triangolare dotato di cornice dentellata e al centro del quale è presente una croce dipinta.

### Interno
L'interno della chiesa si sviluppa a croce latina a un'unica navata, sulla quale si affacciano sei cappelle laterali; i due bracci del transetto sono caratterizzati da due absidiole di forma semicircolare.
L'aula termina con il presbiterio, rialzato di sette gradini, introdotto dall'arco trionfale e chiuso dall'abside semicircolare.
Opere di pregio qui conservate sono gli altari della Vergine del Rosario e del Crocefisso, costruiti nel XVII secolo dal lombardo Antonio Bianchi, la pala ritraente la Madonna e la discesa dello Spirito Santo sugli Apostoli, eseguita forse da Domenico Campagnola nel XVI secolo, la tela con Sant'Antonio da Padova che adora il Divino Infante, di autore ignoto, attribuibile forse ad Antonio Balestra o forse a Girolamo Pellegrini, la pala raffigurante i Santi Rocco e Sebastiano, dipinta da Giambattista Tiepolo nel 1758 su incarico di Marco Aurelio Rezzonico, fratello del cardinale Carlo Rezzonico poi papa. Il Tiepolo aveva già in precedenza affrescato i soffitti di palazzo veneziano dei Rezzanico, e il marmoreo altare maggiore, costruito nel XVIII secolo da Antonio Bonazza.